# 114e régiment d'infanterie « empereur Frédéric III » (6e régiment d'infanterie badois)
Pour les articles homonymes, voir 114e régiment.
Le 114e régiment d'infanterie « empereur Frédéric III » (6e régiment d'infanterie badois)  est une unité d'infanterie de l'armée prussienne.

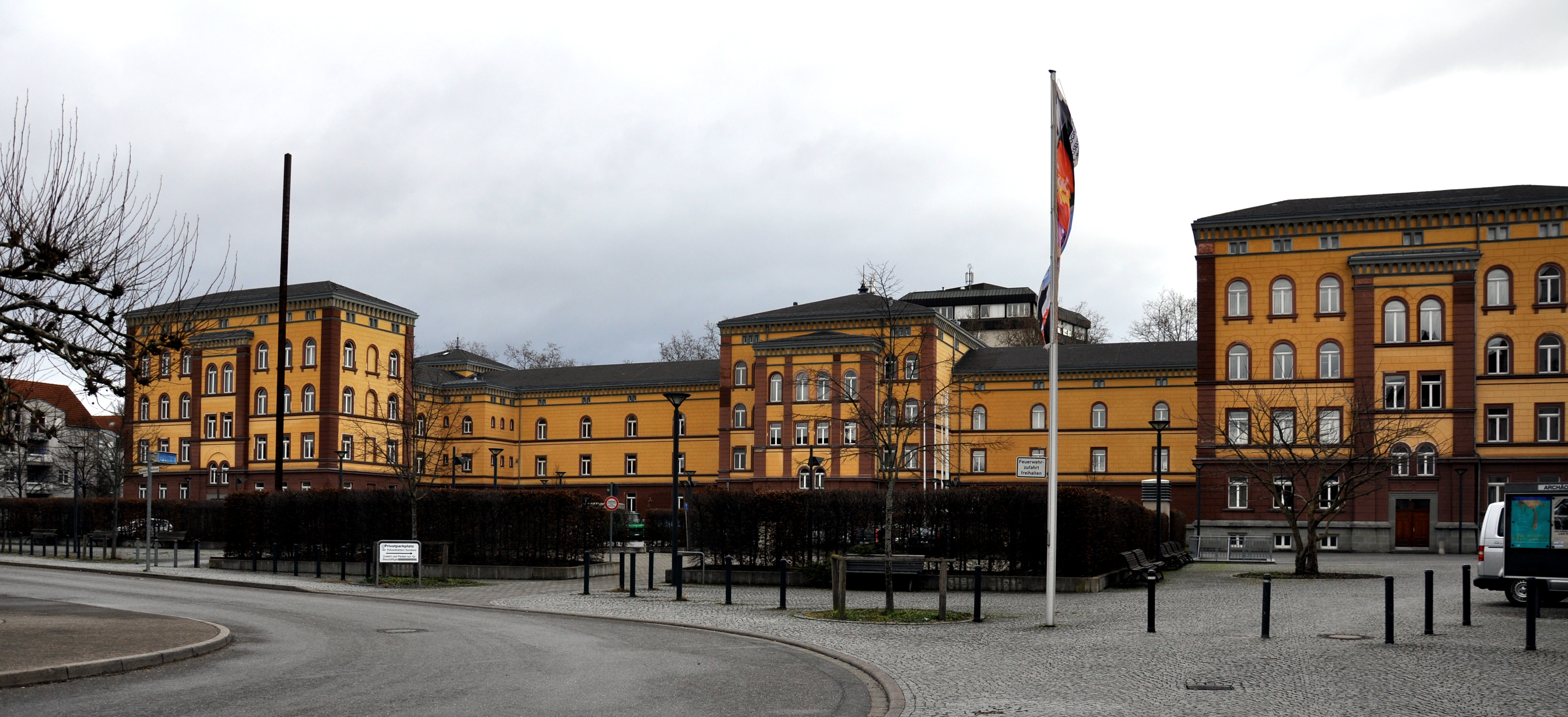
Quartier général de la police à Constance, ancienne caserne du monastère

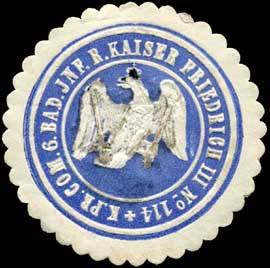
Sigle du d'infanterie « empereur Frédéric III » 6e régiment d'infanterie badois)

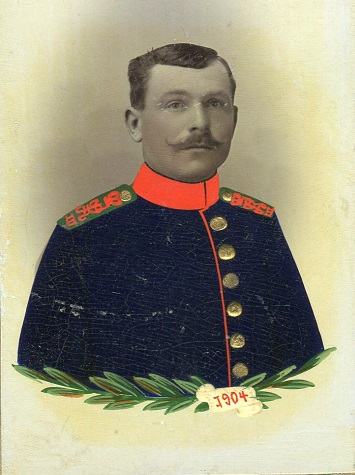
Le mousquetaire August Schlude en uniforme avec un rabat d'épaule vert

## Histoire
L'unité est créée le 26 octobre 1867 à partir des 5e au 10e bataillons d'infanterie de l'armée de Bade et initialement appelé 6e régiment d'infanterie grand-ducal badois. Il est formé de deux bataillons de grenadiers et un bataillon de fusiliers. Le régiment s'est vu attribuer Rastatt comme ville de garnison. En 1868, le régiment déménage à Constance et est logé dans l'ancienne abbaye de Petershausen.
Après la convention militaire du 25 novembre 1870, le grand-duché de Bade cède sa souveraineté militaire à la Prusse et est absorbé par l'armée prussienne. Le 1er juillet 1871, l'unité reçoit la désignation de 114e régiment d'infanterie (6e régiment d'infanterie badois) et avec le 113e régiment d'infanterie, forme la 57e brigade d'infanterie. Avec la nomination du prince héritier Frédéric-Guillaume à la tête du régiment, l'unité reçoit le 22. septembre 1877 le nom de 114e régiment d'infanterie « prince héritier Frédéric-Guillaume » (6e régiment d'infanterie badois), et après sa mort, à partir du 2 août 1888, elle porte la désignation de 114e régiment d'infanterie « empereur Frédéric III » (6e régiment d'infanterie badois).

### Guerre franco-prussienne
Il y a des missions à Dijon et à Héricourt.

### Temps de paix
La force en temps de paix du régiment est d'environ 3 300 hommes.

### Première Guerre mondiale
Il y a des missions à Loos, Loretto et Chérisy.
Des Suisses des cantons de Thurgovie, Zurich, Bâle (les deux), Saint-Gall et Schaffhouse sont acceptés dans le régiment pendant la Première Guerre mondiale. C'étaient des Allemands à l'étranger et des volontaires suisses. Après la Première Guerre mondiale, les volontaires retournent en Suisse. Ce n'est qu'à partir du Code pénal militaire de 1929 que les Suisses sont interdits d'effectuer leur service militaire à l'étranger.

### Après-guerre
Après la fin de la guerre, le régiment quitte le territoire occupé conformément aux conditions de l'armistice et est rentré chez lui avec ses restes. À partir du 12 décembre 1918, elle prend d'abord ses quartiers à Bobenhausen et Wohnfeld lors de sa marche de retour jusqu'à son arrivée à Constance le 1er janvier 1919. Après sa démobilisation, le régiment est finalement dissous le 9 mai 1919.
La tradition du régiment est reprise dans la Reichswehr par décret du 24 août 1921 du chef du commandement de l'armée général de l'infanterie Hans von Seeckt par les 9e à 12e compagnies du 14e régiment d'infanterie stationné à Constance.

## Commandants
| Dienstgrad            | Name                               | Datum                                                    |
| --------------------- | ---------------------------------- | -------------------------------------------------------- |
| Oberstleutnant/Oberst | Karl von Bauer (de)                | 26 octobre 1867 au 17 avril 1871                         |
| Oberst                | Eduard von Kraus (de)              | 18 avril 1871 au 1er juin 1875                           |
| Oberstleutnant/Oberst | Hermann von Melchior (de)          | 2 au 18 juin 1875 (chargé de la direction)               |
| Oberstleutnant/Oberst | Hermann von Melchior               | 19 juin 1875 au 14 mars 1881                             |
| Oberstleutnant/Oberst | Benno von Fragstein und Niemsdorff | 15 mars au 15 septembre 1881 (chargé de la direction)    |
| Oberst                | Benno von Fragstein und Niemsdorff | 16 septembre 1881 au 4 février 1887                      |
| Oberstleutnant        | Karl Kleinhans (de)                | 5 février au 7 mars 1887 (chargé de la direction)        |
| Oberst                | Karl Kleinhans                     | 8 mars 1887 au 23 mars 1890                              |
| Oberst                | Rudolf von Caemmerer (de)          | 24 mars 1890 au 16 juin 1893                             |
| Oberst                | Otto Meyer                         | 17 juin 1893 au 16 février 1894                          |
| Oberstleutnant        | Georg von Bose                     | 17 février au 16 mars 1894 (chargé de la direction)      |
| Oberst                | Georg von Bose                     | 17 mars 1894 au 16 juin 1897                             |
| Oberst                | Otto von Emmich                    | 17 juin 1897 au 17 mai 1901                              |
| Oberst                | Friedrich von Cochenhausen         | 18 mai 1901 au 20 avril 1905                             |
| Oberst                | Theodor von Watter                 | 21 avril 1905 au 14 avril 1907                           |
| Oberst                | Arthur von Walther                 | 15 avril 1907 au 19 avril 1909                           |
| Oberst                | Udo von Wussow (de)                | 20 avril 1909 au 12 septembre 1911                       |
| Oberst                | Arved von Frobel                   | 13 septembre 1912 au 5 mai 1912                          |
| Oberst                | Kurt von Fölkersamb (de)           | 22 mai 1912 au 29 août 1914                              |
| Oberstleutnant        | Adolf Friedrich von Sell (de)      | 30 août au 29 septembre 1914                             |
| Major                 | Kurt von Kummer                    | 30 septembre au 29 octobre 1914 (chargé de la direction) |
| Oberst                | Hans von Sydow (de)                | 30 octobre 1914 au 26 mai 1918                           |
| Oberstleutnant        | Walther von Goeßel                 | 27 mai au 15 octobre 1918                                |
| Oberstleutnant        | Gottlob Clamann                    | 16 octobre 1918 jusqu'en 1919                            |

## Monuments

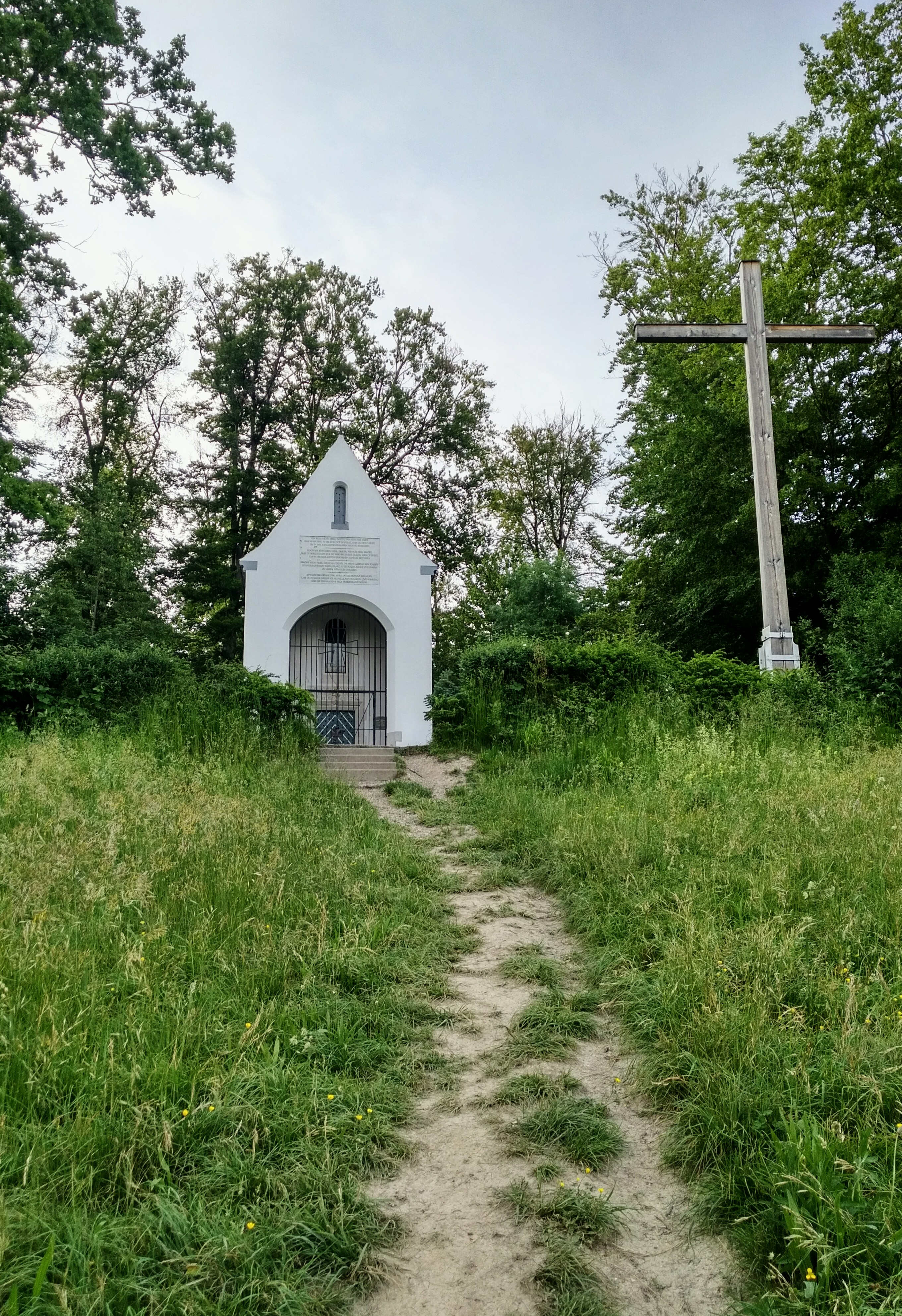
La chapelle du Riesenberg

Les noms des 3 200 soldats du régiment tombés au combat pendant la Première Guerre mondiale sont inscrits sur les boiseries en chêne à l'intérieur de la chapelle Riesenberg (chapelle du 114e) au sommet du Riesenberg à Constance. L'architecte de la chapelle, construite en 1925, est Karl Gruber, le retable est réalisé par Hans Franke]. La chapelle est entretenue par la communauté traditionnelle de l'ancienne ville de garnison de Constance. Depuis 1945, il y a un rocher à côté de la chapelle, avec lequel les morts du 14e régiment, le successeur traditionnel du 114e régiment, sont commémorés pendant la Seconde Guerre mondiale,. Parmi les soldats du 114e régiment d'infanterie « empereur Frédéric III » sont également des volontaires suisses,.

## Archives
En 1919, les dossiers régimentaires sont d'abord conservés au bureau de liquidation du régiment, puis vont aux archives du 14e corps d'armée et entre aux Archives générales d'État de Karlsruhe (de) de 1947 à 1949.

## Expositions
- 1er mai au 11 novembre 2018 : Nous y étions aussi - des hommes de la Suisse et du 114e régiment de Constance pendant la guerre de 1914-1918. Musée Napoléon de Thurgovie[11].

## Autres régiments avec des volontaires suisses pendant la Première Guerre mondiale
- 124e régiment d'infanterie (de), Weingarten[12]
- 20e régiment d'infanterie royal bavarois (de), Lindau